# Erika Mes

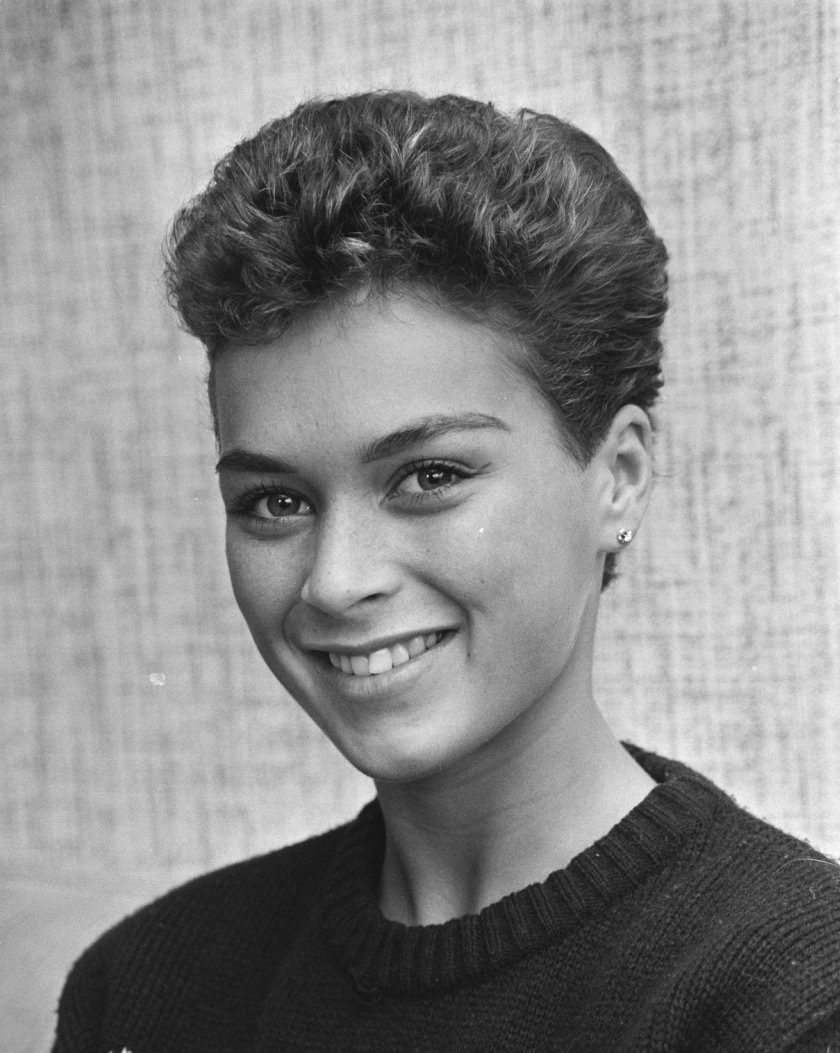
Erika Mes in 1980

Erika Mes (Rotterdam, 13 november 1961) is een Nederlandse, vrouwelijke bodybuilder.

## Levensloop
Ze werd wereldkampioene bodybuilding bij de  amateurs in 1980 en 1983, een periode waarin Arnold Schwarzenegger de sport ook bij vrouwen populair maakte. In 1984 werd ze prof.
In september 1987 ging ze voor de Nederlandse Playboy uit de kleren en werd daarop voor een jaar geschorst door de bond IBBF. De schorsing leverde haar veel publiciteit op.
Erika Mes stopte toen bodybuilding meer en meer gedomineerd werd door gespierde vrouwen die anabole steroïden slikten. 

## Palmares
- 1980
  - Holland Nationals, Overall Winner
  - Holland Nationals, Class Two, 1st
  - Universe - NABBA, Overall Winner
- 1981
  - European Championships, 6th
  - Holland Nationals, Overall Winner
  - Holland Nationals, Short, 1st
- 1982
  - Holland Nationals, LightWeight, 3rd
  - Womans Grand Prix, LightWeight, 1st
  - European Mixed Pairs Championships met Berry De Mey
- 1983
  - Gold Cup - NBBF, LightWeight, 1st
  - World Amateur Championships - IFBB, LightWeight, 1st
- 1984
  - Olympia - IFBB, 13th
  - World Pro Championships - IFBB, 7th
- 1985
  - Olympia - IFBB, 15th
  - World Pro Championships - IFBB, 6th
- 1987
  - World Pro Championships - IFBB, 18th
- 1989
  - World Pro Championships - IFBB, niet geplaatst